# Psammosilene tunicoides
Psammosilene tunicoides là loài thực vật có hoa thuộc họ Cẩm chướng. Loài này được W.C. Wu & C.Y. Wu miêu tả khoa học đầu tiên năm 1945.